# Hypospila
Hypospila is een geslacht van vlinders van de familie spinneruilen (Erebidae), uit de onderfamilie Calpinae.

## Soorten
- H. biplagula Heyden, 1891
- H. bolinoides Guenée, 1852
- H. contortalis (Mabille, 1880)
- H. elongata Holloway, 1979
- H. infima Möschler, 1880
- H. infimoides Möschler, 1880
- H. iridicolor Pagenstecher, 1884
- H. laurentensis Viette, 1966
- H. ochracea Holloway, 1979
- H. pseudobolinoides Holloway, 1979
- H. similis Tams, 1935
- H. tamsi Viette, 1951
- H. thermesina Guenée, 1862
- H. trimacula Saalmüller, 1891